# Theudelapius
Theudelapius (auch Teudelapius, Theudalaupus, Theodelap; † 653) war von 601 bis 653 dux des langobardischen Herzogtums Spoleto.

## Leben
Theudelapius war ein Sohn des dux Faroald I., dem nach seinem Tod 591 Ariulf als Herrscher folgte. Nach Ariulfs Tod um 601 kam es zu Nachfolgestreitigkeiten zwischen zwei Söhnen Faroalds I. in denen sich Theudelapius durchsetzen konnte.
Seine lange Herrschaftsdauer von über 50 Jahren trug wesentlich zur Unabhängigkeit Spoletos vom Königtum in Pavia bei, zumal König Adaloald noch ein Kind war als er den Thron bestieg und an einer Geisteskrankheit litt. Theudelapius wird mit dem ersten Bau der heutigen Kathedrale von Spoleto und dem Aquädukt Il Ponte delle Torri in Verbindung gebracht und soll weitere Bauwerke errichtet haben. In den geschichtlichen Quellen wird von Theudelapius’ Herrschaft nichts berichtet, sodass die meisten Historiker von einer recht friedlichen Zeit ausgehen.
Nach Theudelapius' Tod im Jahr 653 wurde Atto sein Nachfolger.